# Aspistes masoni
Aspistes masoni är en tvåvingeart som beskrevs av Cook 1965. Aspistes masoni ingår i släktet Aspistes och familjen dyngmyggor.
Artens utbredningsområde är Alaska. Inga underarter finns listade i Catalogue of Life.